# Oberonia nayarii
Oberonia nayarii là một loài thực vật có hoa trong họ Lan. Loài này được R.Ansari & R.Balakr. mô tả khoa học đầu tiên năm 1990.